# سرگی بیریوزف
سرگی بیریوزف (انگلیسی: Sergey Biryuzov; ۲۱ اوت ۱۹۰۴ – ۱۹ اکتبر ۱۹۶۴) فرد نظامی اهل امپراتوری روسیه بود.
وی همچنین برندهٔ جوایزی همچون نشان لنین، درجه پرچم سرخ، قهرمان اتحاد شوروی، مدال دفاع از استالینگراد، و مدال آزادسازی بلگراد شده‌است.